# 마야 다간
마야 다간(히브리어: מיה דגן, 영어: Maya Dagan, 1975년 10월 25일 ~ )은 이스라엘의 배우, 코메디언이다. 제21회 오빌상 여우주연상 수상자이다.

## 출연 작품
- 카포 인 예루살렘 (2015)
- 메치메이커 (2010)